# A. W. Wall

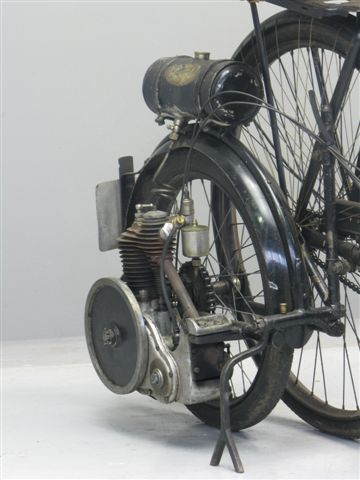
Autowheel von 1914

A. W. Wall Ltd. war ein britischer Hersteller von Automobilen.

## Unternehmensgeschichte
Arthur William Wall gründete 1903 das Unternehmen in Guildford zur Produktion von Motorrädern, die den Markennamen Roc erhielten. Einer der Teilhaber war Sir Arthur Conan Doyle. 1911 begann der Automobilbau. Die Markennamen lauteten Roc, Walcycar und Wall. Ab 1904 war der Standort in Birmingham und später in Hay Mills. Letzter Standort war Tyseley bei Birmingham. 1915 endete die Produktion.

## Automobile
Das Unternehmen stellte Kleinwagen und Cyclecars her.

### Markennamen Roc und Wall
Dies waren Kleinwagen mit drei Rädern. Das einzelne Rad befand sich vorne. Der Motor war hinter dem Vorderrad montiert und trieb über eine Kardanwelle die Hinterachse an. Zur Wahl standen ein Einzylindermotor mit 4–5 PS Leistung und ein V2-Motor von Precision. Der Neupreis betrug in Abhängigkeit vom Motor 94,50 Pfund bzw. 101,85 Pfund.

### Markenname Walcycar
Dies war ein vierrädriges Cyclecar. Ein V2-Motor von J.A.P. mit 8 PS Leistung trieb über eine Kardanwelle die Hinterachse an. Der Preis betrug 99,75 Pfund.